# Jan Zieliński
Jan Zieliński (n. 16 noiembrie 1996, Varșovia, Polonia) este un jucător profesionist polonez de tenis, specializat în proba de dublu. Cea mai bună clasare a sa la dublu locul este locul 7 mondial, la 19 iunie 2023. Cele mai bune rezultate ale sale la turneele de Grand Slam au fost atingerea finalei de la Australian Open 2023 la dublu, alături de Hugo Nys, iar la dublu mixt câștigarea Australian Open 2024 și Wimbledon 2024, ambele alături de partenera sa, Hsieh Su-wei. A câștigat 5 titluri de dublu pe Circuitul ATP.